# Emmi Silvennoinen
Emmi Silvennoinen (Vantaa, 9 april 1988) is een Fins muzikante die keyboard speelde voor metalbands als Ensiferum en Exsecratus. Silvennoinen verving Meiju Enho in Ensiferum vanaf 2007 en van 2009 tot 2016 was zij permanent bandlid. Silvennoinen werkte mee aan Ensiferum-albums als From Afar (2009) en One Man Army (2015), waarop zij ook als achtergrondzangeres te horen was. Naast keyboard speelt Silvennoinen ook orgel en piano.